# Stefan Koubek
Stefan Koubek (Klagenfurt, 2 januari 1977) is een Oostenrijks tennisser. Hij is prof sinds 1994. Hij haalde voor het eerst de top 100 in 1998 en de top 50 in 1999. Zijn hoogste plaats op de ATP-ranglijst is de 20e, die hij behaalde op 13 maart 2000.
Koubek heeft in zijn carrière drie enkeltoernooien en één herendubbeltoernooi op zijn naam geschreven. Hij won ook twee challengers in het enkelspel. Zijn beste resultaat in het enkelspel op een grandslamtoernooi is het bereiken van de kwartfinale op de Australian Open in 2002.
Koubek testte positief op glucocorticosteroïden op de 2004 French Open na een behandeling aan een geblesseerde pols; hij werd voor 3 maanden geschorst.

## Carrière

### Jaarverslagen

#### 1994-1998
Koubek werd proftennisser in 1994. Hij speelde dat jaar zijn eerste partij in een ATP-toernooi in St. Pölten, die hij verloor van de Spanjaard Oscar Martinez. Hij speelde zijn volgende toernooien op professioneel niveau pas in 1996. In augustus van dat jaar won Koubel zijn eerste partij op ATP-niveau in Umag, waar hij in de eerste ronde de Deen Frederik Fetterlein versloeg. Hij verloor in de tweede ronde van Ctislav Doseděl. Hij versloeg zijn eerste top 100-speler op de challenger van Caïro, waar hij in de tweede ronde de Marokkaan Karim Alami versloeg. In 1997 verloor hij de finales van de challengers van Ulm en Alpirsbach en haalde hij in juli de kwartfinale van het ATP-toernooi van Kitzbühel. In 1998 won hij zijn eerste twee challengertoernooien, in Alpirsbach en Lima. Hij haalde dat jaar ook de kwartfinale op het ATP-toernooi van Bournemouth. Eind november 1998 klom hij voor het eerst de top 100 binnen.

#### 1999
In 1999 maakte Koubek zijn grandslamdebuut op de Australian Open. Hij verloor in de eerste ronde van Cecil Mamiit. In maart en mei haalde hij de kwartfinales respectievelijk in Casablanca en St. Pölten. In april won hij zijn eerste ATP-toernooi. Hij versloeg in de finale van het ATP-toernooi van Atlanta de Fransman Sébastien Grosjean. Op Roland Garros haalde Koubek de vierde ronde, zijn beste prestatie ooit op die Grand Slam, maar op Wimbledon werd hij al in de eerste ronde naar huis gestuurd. Tijdens de zomer haalde hij de halve finale in Kitzbühel en de kwartfinale in San Marino. Hij kwam begin augustus ook voor het eerst de top 50 binnen. Op de US Open lag hij er ook na de eerste ronde al uit. Na de US Open haalde hij in september nog de finale van het ATP-toernooi van Bournemouth, die hij verloor van Adrian Voinea, en in oktober de kwartfinale op het ATP-toernooi van Wenen.

#### 2000-2001
Begin 2000 haalde Koubek de derde ronde op de Australian Open. In februari haalde hij de halve finale in Mexico City en won hij zijn tweede hardcourttitel op het ATP-toernooi van Delray Beach door in de finale de Spanjaard Álex Calatrava te verslaan. In maart bereikte hij zijn hoogste plaats ooit op de ATP-ranglijst toen hij klom naar plaats 20. In april bereikte hij nog de kwartfinale in Atlanta. Op Roland Garros, in Wimbledon en op de US Open werd hij in de tweede ronde uitgeschakeld. Zijn beste resultaat in het najaar was de kwartfinale op het ATP-toernooi van Wenen.
In januari 2001 haalde Koubek de kwartfinale in Auckland. Op de Australian Open lag hij er na de tweede ronde al uit na verlies tegen de veel lager gerangschikte Lars Burgsmüller. In april deed hij in Atlanta één beter dan in 2000 en haalde hij de halve finale, die hij verloor van Andy Roddick. De week daarna, in Houston, verloor hij opnieuw van Roddick, ditmaal in de kwartfinale. Op Roland Garros, in Wimbledon en op de US Open verloor hij in de openingsronde, respectievelijk van Juan Carlos Ferrero, Sjeng Schalken en Andrew Ilie. Tijdens de zomer haalde Koubek de kwartfinale in Kitzbühel. In het najaar haalde hij de halve finale in Wenen en de kwartfinale in Sint-Petersburg.

#### 2002-2004
In januari 2002 haalde Koubek zijn beste prestatie ooit op een Grand Slam. Op de Australian Open haalde hij de kwartfinale, waarin hij het moest afleggen tegen Jiří Novák. Daarna bleven de goede resultaten uit. Pas in mei haalde hij weer een goed resultaat met een kwartfinale op het Masterstoernooi van Hamburg. Op Roland Garros verloor hij echter in de eerste ronde en in Wimbledon in de tweede ronde. Ook de zomer was weinig succesvol. Op de US Open lag hij er ook meteen in de eerste ronde uit. Hetzelfde gebeurde ook op elk van de zes toernooien die hij in het najaar speelde.
Na een weinig succesvolle tweede helft van het jaar 2002 startte Koubek 2003 sterk met een overwinning in Doha, waar hij Jan-Michael Gambill versloeg in de finale met tweemaal 6-4. Hij verloor geen set in heel het toernooi. De week daarna haalde hij de kwartfinale in Auckland. Op de Australian Open werd hij echter al meteen in de eerste ronde uitgeschakeld door de Zweed Andreas Vinciguerra. Daarna volgde een reeks van zes uitschakelingen in de eerste ronde tot hij in april in München de halve finale haalde. Op Roland Garros, in Wimbledon en op de US Open verloor hij telkens in de tweede ronde, respectievelijk van Xavier Malisse, Roger Federer en Fernando González. Zijn beste resultaten na Wimbledon waren de kwartfinales in Gstaad (juli) en in Moskou (september-oktober).
In tegenstelling tot 2003 begon 2004 met weinig succes. Op het ATP-toernooi van Doha, dat hij in 2003 had gewonnen, werd hij in de tweede ronde uitgeschakeld en op de Australian Open verloor hij al in de openingsronde. Op Roland Garros haalde hij de derde ronde en in Wimbledon de tweede. De beste prestatie van de zomer leverde hij op de US Open, waar hij de derde ronde haalde, zijn beste prestatie op dat grandslamtoernooi. Hij versloeg daar in de tweede ronde het zevende reekshoofd Juan Carlos Ferrero. Zijn beste prestatie van het jaar haalde hij in oktober, toen hij de halve finale haalde in Bazel. Op Roland Garros van 2004 testte Koubek positief op het gebruik van glucocorticoïden, nadat een dokter hem een injectie had gegeven tegen een polsblessure. Hoewel Koubek ter verdediging aanhaalde dat hij geen fout had gemaakt, verwierp de ITF zijn beroep, maar aanvaardde zij dat hij de verboden stof niet prestatiebevorderend had gebruikt. Niettemin werd zijn resultaat op Roland Garros tenietgedaan en werden zijn rankingpunten en prijzengeld ingetrokken. Daarboven werd hem vanaf 21 december 2004 een schorsing van drie maanden opgelegd. De resultaten die Koubek had behaald na Roland Garros werden ongemoeid gelaten.

#### 2005-2009
In 2005 speelde Koubek door zijn schorsing zijn eerste toernooi pas in maart, op de Miami Masters. Op Roland Garros en in Wimbledon verloor hij telkens in de eerste ronde van spelers buiten de top 100. Ook op de US Open raakte hij niet voorbij de eerste ronde. Zijn beste resultaten van het jaar waren de derde rondes in Kitzbühel en New Haven. In het najaar viel Koubek buiten de top 100 en speelde hij nog enkele challengers.
Ook in 2006 speelde Koubek niet op de Australian Open. Begin februari haalde hij de finale van het ATP-toernooi van Zagreb, die hij verloor van Ivan Ljubičić. Hij speelde voor de rest van het voorjaar en de zomer hoofdzakelijk challengers. Het enige grandslamtoernooi waar hij dat jaar aan deelnam was de US Open, waar hij net zoals het jaar daarvoor in de eerste ronde werd uitgeschakeld. In het najaar kwam hij weer de top 100 binnen dankzij een halvefinaleplaats in Mumbai en een kwartfinale in Wenen.
Koubek startte 2007 met een finale in Chennai, die hij verloor van Xavier Malisse. Hij nam voor het eerst in drie jaar weer deel aan de Australian Open, maar hij werd uitgeschakeld in de eerste ronde door de lager gerangschikte thuisspeler Wayne Arthurs. In februari haalde Koubek de kwartfinale in Memphis. Op Roland Garros verloor hij in de tweede ronde en in Wimbledon al in de eerste. Tijdens de zomer haalde hij de kwartfinale in Sopot. Op de US Open evenaarde hij met een derde ronde zijn beste prestatie op deze Grand Slam van 2004. In het najaar haalde hij nog de kwartfinale op het ATP-toernooi van Mumbai en de halve finale op de challenger van Bratislava. Koubek eindigde voor het eerst sinds 1999 weer binnen de top 50, op plaats 47.
Begin 2008 haalde Koubek de derde ronde op de Australian Open. In februari verloor hij de finale van de challenger van East Londen van Ivan Ljubičić. Koubek speelde geen toernooien van eind maart tot eind september omwille van een rugblessure en viel buiten de top 100. In het najaar speelde hij voornamelijk nog challengers. In oktober viel hij zelfs buiten de top 200. Hij sloot het jaar uiteindelijk af op plaats 192.
In 2009 haalde Koubek de tweede ronde op de Australian Open, waarin hij verloor van Gaël Monfils. In februari haalde hij de kwartfinale in Delray Beach. Op Roland Garros werd hij door tiende reekshoofd Nikolaj Davydenko uitgeschakeld in de eerste ronde. In Wimbledon gebeurde dat in de tweede ronde. Zijn beste resultaat van de zomer was de halve finale op de challenger van Oberstaufen. Koubek wist zich niet te plaatsen voor de US Open. In het najaar bereikte hij nog twee kwartfinales op challengers. Hij eindigde 2009 op plaats 135.

#### 2010-2011
In januari 2010 haalde Koubek via de kwalificaties de hoofdtabel van de Australian Open, waar hij het schopte tot de derde ronde, waarin hij moest opgeven tegen Fernando Verdasco. Ook op Wimbledon plaatste hij zich via de kwalificaties voor de hoofdtabel. Hij verloor in de eerste ronde. Bij de US Open overleefde hij de kwalificaties niet. Zijn beste resultaat van het najaar was de finale van de challenger in Bratislava. Hij eindigde het jaar op plaats 131.
Koubek kwam begin 2011 nauwelijks tot spelen en na midden april speelde hij zelfs geen toernooien meer, behalve één dubbelpartij in Kitzbühel. Daarom viel hij terug op de ATP-ranglijst en sloot hij het jaar af op plaats 646.

### Davis Cup
Koubek speelde voor het eerst voor het Oostenrijkse Davis Cupteam in 1998, in een duel tegen Israël in Groep 1 van de Europees-Afrikaanse zone. Sindsdien heeft hij in elk jaar van 1998 tot en met 2009 en in 2011 in de Davis Cup gespeeld. Hij speelde in totaal 39 enkelpartijen, waarvan hij er 20 won.

## Palmares
| Legenda                       | Legenda               |
| ----------------------------- | --------------------- |
| Grand Slam                    |                       |
| Olympische Spelen             |                       |
| tot 2009                      | vanaf 2009            |
| Tennis Masters Cup            | ATP Finals            |
| ATP Masters Series            | ATP Tour Masters 1000 |
| ATP International Series Gold | ATP Tour 500          |
| ATP International Series      | ATP Tour 250          |

### Enkelspel
| Nr.                  | Datum             | Toernooi         | Ondergrond | Tegenstander in finale | Score            | Details       |
| -------------------- | ----------------- | ---------------- | ---------- | ---------------------- | ---------------- | ------------- |
| Gewonnen finales     |                   |                  |            |                        |                  |               |
| 1.                   | 26 april 1999     | ATP Atlanta      | Gravel     | Sébastien Grosjean     | 6-1, 6-2         | Details       |
| 2.                   | 28 februari 2000  | ATP Delray Beach | Hardcourt  | Álex Calatrava         | 6-1, 4-6, 6-4    | Details       |
| 3.                   | 30 december 2002  | ATP Doha         | Hardcourt  | Jan-Michael Gambill    | 6-4, 6-4         | Details       |
| Verloren finales     |                   |                  |            |                        |                  |               |
| 1.                   | 13 september 1999 | ATP Bournemouth  | Gravel     | Adrian Voinea          | 6-1, 5-7, 6-7(2) | Details       |
| 2.                   | 30 januari 2006   | ATP Zagreb       | Tapijt (i) | Ivan Ljubičić          | 3-6, 4-6         | Details       |
| 3.                   | 1 januari 2007    | ATP Chennai      | Hardcourt  | Xavier Malisse         | 1-6, 3-6         | Details       |
| Gewonnen challengers |                   |                  |            |                        |                  |               |
| 1.                   | 31 augustus 1998  | Alpirsbach       | Gravel     | Orlin Stanojtsjev      | 7-6, 6-4         | 7-6, 6-4      |
| 2.                   | 23 november 1998  | Lima             | Gravel     | Juan Ignacio Chela     | 6-3, 2-6, 6-0    | 6-3, 2-6, 6-0 |

### Dubbelspel
| Nr.                          | Datum          | Toernooi      | Ondergrond | Partner               | Tegenstanders in finale | Score    | Details |
| ---------------------------- | -------------- | ------------- | ---------- | --------------------- | ----------------------- | -------- | ------- |
| Gewonnen finales herendubbel |                |               |            |                       |                         |          |         |
| 1.                           | 24 juli 2006   | ATP Kitzbühel | Gravel     | Philipp Kohlschreiber | Oliver Marach Cyril Suk | 6-2, 6-3 | Details |
| Verloren finales herendubbel |                |               |            |                       |                         |          |         |
| 1.                           | 5 januari 2004 | ATP Doha      | Hardcourt  | Andy Roddick          | Martin Damm Cyril Suk   | 2-6, 4-6 | Details |

## Resultaten grandslamtoernooien
| Legenda | Legenda                          |
| ------- | -------------------------------- |
| g.t.    | geen toernooi gehouden           |
| l.c.    | lagere categorie                 |
| –       | niet deelgenomen                 |
| G       | uitgeschakeld in de groepsfase   |
| 1R      | uitgeschakeld in de eerste ronde |
| 2R      | uitgeschakeld in de tweede ronde |
| 3R      | uitgeschakeld in de derde ronde  |
| 4R      | uitgeschakeld in de vierde ronde |
| KF      | uitgeschakeld in de kwartfinale  |
| HF      | uitgeschakeld in de halve finale |
| F       | de finale verloren               |
| W       | het toernooi gewonnen            |
| w-v     | winst/verlies-balans             |

### Enkelspel
Deze gegevens zijn bijgewerkt tot en met 2 januari 2012.
| Toernooi              | 1994              | 1995              | 1996              | 1997              | 1998              | 1999              | 2000              | 2001              | 2002              | 2003              | 2004              | 2005              | 2006              | 2007              | 2008              | 2009          | 2010          | 2011          | 2012          | w-v     |
| --------------------- | ----------------- | ----------------- | ----------------- | ----------------- | ----------------- | ----------------- | ----------------- | ----------------- | ----------------- | ----------------- | ----------------- | ----------------- | ----------------- | ----------------- | ----------------- | ------------- | ------------- | ------------- | ------------- | ------- |
| Grandslamtoernooien   |                   |                   |                   |                   |                   |                   |                   |                   |                   |                   |                   |                   |                   |                   |                   |               |               |               |               |         |
| Australian Open       | –                 | –                 | –                 | –                 | –                 | 1R                | 3R                | 2R                | KF                | 1R                | 1R                | –                 | –                 | 1R                | 3R                | 2R            | 3R            | –             |               | 12-10   |
| Roland Garros         | –                 | –                 | –                 | –                 | –                 | 4R                | 2R                | 1R                | 1R                | 2R                | 3R                | 1R                | –                 | 2R                | –                 | 1R            | –             | –             |               | 8-9     |
| Wimbledon             | –                 | –                 | –                 | –                 | –                 | 1R                | 2R                | 1R                | 2R                | 2R                | 2R                | 1R                | –                 | 1R                | –                 | 2R            | 1R            | –             |               | 5-10    |
| US Open               | –                 | –                 | –                 | –                 | –                 | 1R                | 2R                | 1R                | 1R                | 2R                | 3R                | 1R                | 1R                | 3R                | –                 | –             | –             | –             |               | 6-9     |
| Winst-verlies         | 0-0               | 0-0               | 0-0               | 0-0               | 0-0               | 3–4               | 5-4               | 1-4               | 5–4               | 3-4               | 5-4               | 0-3               | 0-1               | 3-4               | 2–1               | 2-3           | 2-2           | 0-0           | 0-0           | 31-38   |
| ATP World Tour Finals |                   |                   |                   |                   |                   |                   |                   |                   |                   |                   |                   |                   |                   |                   |                   |               |               |               |               |         |
| ATP World Tour Finals | –                 | –                 | –                 | –                 | –                 | –                 | –                 | –                 | –                 | –                 | –                 | –                 | –                 | –                 | –                 | –             | –             | –             |               | 0-0     |
| ATP Masters 1000      |                   |                   |                   |                   |                   |                   |                   |                   |                   |                   |                   |                   |                   |                   |                   |               |               |               |               |         |
| Indian Wells          | –                 | –                 | –                 | –                 | –                 | –                 | 1R                | 1R                | 2R                | 1R                | –                 | –                 | –                 | 1R                | –                 | –             | 1R            | –             |               | 1-6     |
| Miami                 | –                 | –                 | –                 | –                 | –                 | –                 | 2R                | 1R                | 1R                | 1R                | 2R                | 1R                | –                 | 1R                | 1R                | 1R            | –             | –             |               | 1-9     |
| Monte Carlo           | –                 | –                 | –                 | –                 | –                 | –                 | 1R                | –                 | 2R                | 1R                | –                 | –                 | –                 | –                 | –                 | –             | –             | –             |               | 1-3     |
| Rome                  | –                 | –                 | –                 | –                 | –                 | –                 | 1R                | –                 | 1R                | 1R                | 1R                | –                 | –                 | –                 | –                 | –             | –             | –             |               | 0-4     |
| Hamburg               | –                 | –                 | –                 | –                 | –                 | –                 | 1R                | –                 | KF                | –                 | –                 | –                 | –                 | –                 | –                 | l.c.          | l.c.          | l.c.          | l.c.          | 3-2     |
| Stockholm             | –                 | geen toernooi     | geen toernooi     | geen toernooi     | geen toernooi     | geen toernooi     | geen toernooi     | geen toernooi     | geen toernooi     | geen toernooi     | geen toernooi     | geen toernooi     | geen toernooi     | geen toernooi     | geen toernooi     | geen toernooi | geen toernooi | geen toernooi | geen toernooi | 0-0     |
| Essen                 | g.t.              | –                 | geen toernooi     | geen toernooi     | geen toernooi     | geen toernooi     | geen toernooi     | geen toernooi     | geen toernooi     | geen toernooi     | geen toernooi     | geen toernooi     | geen toernooi     | geen toernooi     | geen toernooi     | geen toernooi | geen toernooi | geen toernooi | geen toernooi | 0-0     |
| Stuttgart             | geen toernooi     | geen toernooi     | –                 | –                 | –                 | –                 | –                 | 2R                | geen toernooi     | geen toernooi     | geen toernooi     | geen toernooi     | geen toernooi     | geen toernooi     | geen toernooi     | geen toernooi | geen toernooi | geen toernooi | geen toernooi | 1-1     |
| Madrid                | geen toernooi     | geen toernooi     | geen toernooi     | geen toernooi     | geen toernooi     | geen toernooi     | geen toernooi     | geen toernooi     | 1R                | –                 | 3R                | –                 | –                 | 3R                | –                 | –             | –             | –             |               | 4-3     |
| Montréal/Toronto      | –                 | –                 | –                 | –                 | –                 | –                 | 2R                | –                 | 3R                | –                 | –                 | –                 | –                 | –                 | –                 | –             | –             | –             |               | 3-2     |
| Cincinnati            | –                 | –                 | –                 | –                 | –                 | –                 | 3R                | 3R                | 1R                | 1R                | –                 | 1R                | –                 | –                 | –                 | –             | –             | –             |               | 4-5     |
| Sjanghai              | geen Masters 1000 | geen Masters 1000 | geen Masters 1000 | geen Masters 1000 | geen Masters 1000 | geen Masters 1000 | geen Masters 1000 | geen Masters 1000 | geen Masters 1000 | geen Masters 1000 | geen Masters 1000 | geen Masters 1000 | geen Masters 1000 | geen Masters 1000 | geen Masters 1000 | –             | –             | –             |               | 0–0     |
| Parijs                | –                 | –                 | –                 | –                 | –                 | 2R                | –                 | –                 | 1R                | –                 | –                 | –                 | –                 | –                 | –                 | –             | –             | –             |               | 1-2     |
| Statistieken          |                   |                   |                   |                   |                   |                   |                   |                   |                   |                   |                   |                   |                   |                   |                   |               |               |               |               |         |
| Totaal aantal titels  | 0                 | 0                 | 0                 | 0                 | 0                 | 1                 | 1                 | 0                 | 0                 | 1                 | 0                 | 0                 | 0                 | 0                 | 0                 | 0             | 0             | 0             | 0             | 3       |
| Totaal winst-verlies  | 0-1               | 0-0               | 1-2               | 4-2               | 3-6               | 32-26             | 27-30             | 22-24             | 20-32             | 22-25             | 24-25             | 7-16              | 15-10             | 23-27             | 4-7               | 8-13          | 3-5           | 0-2           | 0-0           | 215-253 |
| Eindejaarsranking     | 1212              | 544               | 308               | 124               | 94                | 46                | 54                | 63                | 54                | 54                | 62                | 170               | 79                | 47                | 201               | 135           | 131           | 646           |               | n.v.t.  |

### Mannendubbelspel
| Grandslamtoernooien   |     |     |     |     |     |     |      |     |      |     |        |
| Australian Open       | –   | –   | –   | –   | 1R  | 1R  | –    | –   | –    |     | 0-2    |
| Roland Garros         | –   | –   | –   | –   | 1R  | –   | –    | –   | –    |     | 0-1    |
| Wimbledon             | –   | –   | –   | –   | –   | –   | 1R   | –   | –    |     | 0-1    |
| US Open               | 1R  | –   | –   | –   | 1R  | –   | –    | –   | –    |     | 0-2    |
| Winst-verlies         | 0-1 | 0-0 | 0-0 | 0-0 | 0-3 | 0-1 | 0-1  | 0-0 | 0-0  | 0-0 | 0-6    |
| ATP World Tour Finals |     |     |     |     |     |     |      |     |      |     |        |
| ATP World Tour Finals | –   | –   | –   | –   | –   | –   | –    | –   | –    |     | 0-0    |
| Statistieken          |     |     |     |     |     |     |      |     |      |     |        |
| Totaal aantal titels  | 0   | 0   | 0   | 1   | 0   | 0   | 0    | 0   | 0    | 0   | 1      |
| Eindejaarsranking     | 341 | 198 | 483 | 178 | 210 | 639 | 1076 | 596 | g.r. |     | n.v.t. |

N.B. "g.r." = geen ranking